# アナスタシア・リャシュコ
アナスタシア・アナトリエヴナ・リャシュコ（ロシア語: Анастасия Анатольевна Ляшко, ラテン文字転写: Anastasia Anatolyevna Lyashko, 2005年2月17日 - ）は、ロシアの女子バレーボール選手。ロシア代表。

## 来歴

### クラブチーム
モスクワ出身。2021年、ザレチエ・オジンツォボへ入団。2021/22シーズンのロシアスーパーリーグに出場。2022年、Tulitsa Tulaへ移籍し1年間プレーした。2023年、フランスのヴォレロ・ル・カネへ移籍し、2023/24シーズンのフランスリーグではベストスパイカー部門ではトップの活躍をみせ、チームは4位となった。2024年5月、イタリアのキエーリ'76への移籍が発表され、2024/25シーズンのイタリアセリエA1リーグ、コッパイタリアに出場した。

## 所属クラブ
- ザレチエ・オジンツォボ（2021-2022年）
- Tulitsa Tula（2022-2023年）
- ヴォレロ・ル・カネ（2023-2024年）
- キエーリ'76・バレーボール（2024年-）